# Biskupi Castries
Biskupi Castries – lista biskupów pełniących swoją posługę w diecezji, a następnie archidiecezji Castries, na Saint Lucia.

## Biskupi Castries (1956-1974)
| L.p. | Lata rządów                          | Imię i nazwisko                    |
| ---- | ------------------------------------ | ---------------------------------- |
| 1.   | 14 stycznia 1957 – 18 listopada 1974 | bp Charles Alphonse Gachet, F.M.I. |

## Arcybiskupi Castries (o 1974 r.)

### Ordynariusze
| L.p. | Lata rządów                      | Imię i nazwisko             |
| ---- | -------------------------------- | --------------------------- |
| 2.   | 18 listopada 1974 – 10 maja 1979 | abp Patrick Webster, O.S.B. |
| *    | 10 maja 1979 – 17 lipca 1981     | sede vacante                |
| 3.   | 17 lipca 1981 – 15 lutego 2008   | abp Kelvin Felix            |
| 4.   | 15 lutego 2008 – 11 lutego 2022  | abp Robert Rivas, O.P.      |
| 5.   | 11 lutego 2022                   | abp Gabriel Malzaire        |

### Biskupi pomocniczy
- 2007–2008: bp Robert Rivas, O.P., koadiutor, biskup Kingstown.